# Geschiedenis van de Joden in Algerije
De Joden hebben een lange geschiedenis in Algerije. Ze waren er al in de eerste eeuwen na Christus. In de 14e eeuw verhuisden veel Spaanse Joden naar Algerije. Onder hen waren geleerden als Isaac ben Sheshet en Simeon ben Zemah Duran.
Na de Algerijnse Onafhankelijksheidsoorlog, die in 1962 resulteerde in de onafhankelijkheid van het land, vertrokken de meesten van de circa 140.000 Algerijnse Joden met de pied-noirs naar Frankrijk. Sinds 1870 was aan hen het Franse staatsburgerschap verleend. Van de ongeveer 10.000 Joden die in Algerije bleven, woonde een groot deel in Algiers. Ook bleven er Joden in Blida, Constantine en Oran. In de jaren 90 van de 20e eeuw, leidde de Algerijnse Burgeroorlog tot emigratie van een groot deel van de overgebleven joden. In 1994 verklaarde de Groupe Islamique Armé de oorlog aan alle niet-moslims in het land. Datzelfde jaar werd de synagoge in Algiers verlaten.

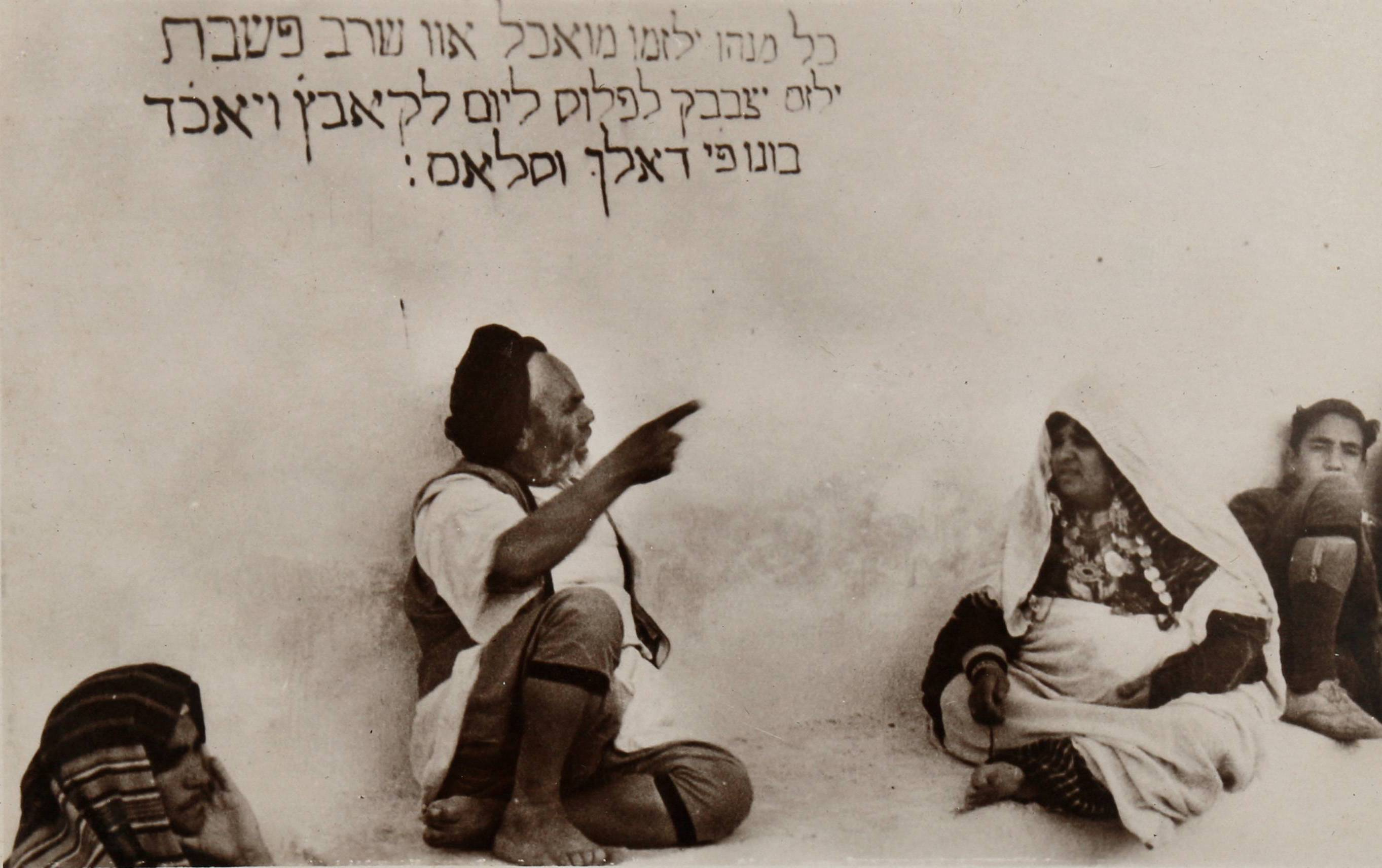
Algerijnse Joden bij een muur waarop Judeo-Arabische teksten staan geschreven

## Geschiedenis
Joden zijn in ieder geval al in Algerije aanwezig geweest ten tijde van het Romeinse Rijk, waarschijnlijk al sinds de verwoesting van de Tempel van Salomo rond 586 v.Chr.. Vroege beschrijvingen van Tiaret, destijds de hoofdstad van de Rustamiden, vermelden de aanwezigheid van Joden, zoals zij in veel andere islamitische steden aanwezig waren, en enkele eeuwen later vermelden Joodse geschriften uit Caïro het bestaan van vele Algerijnse Joodse families.
De Joodse gemeenschap in Algerije maakte een aanzienlijke groei door toen Spanje in 1492 alle Joden verdreef. Samen met de Morisken verzamelden zij zich in de havensteden van Noord-Afrika, waar zij grote gemeenschappen vormden in steden als Oran, Constantine en Algiers. Sommige Joden in Oran bleven tot in de 19e eeuw Ladino spreken. Joodse kooplieden waren succesvol in het late Ottomaanse Algiers. De Franse aanval van Algerije werd aanvankelijk uitgelokt door eis van de Algerijnse machthebber dat de Franse overheid haar grote tarweschulden aan Bacri en Busnach, twee Joodse kooplieden, zou aflossen.

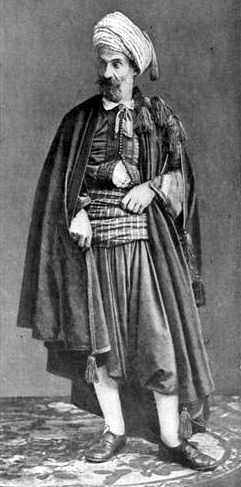
Een Algerijnse Jood, eind 19e eeuw.

Na de verovering in 1830 begon de Franse overheid meteen met het hervormen van het Ottomaanse systeem van millets. Zij brachten onderscheid aan tussen Franse staatsburgers en de oorspronkelijke Joodse en islamitische bevolking. De bevolkingsgroepen hadden elk hun eigen wetten en hun eigen rechtspraak. De Franse staatsburgers hadden nationaal stemrecht, vielen onder de Franse wetgeving en viel wat de mannen betreft onder de dienstplicht. Rond 1841 werden de Joodse rechtbanken gesloten. Vanaf dat moment werden zaken waar Joden bij betrokken waren behandeld door Franse rechtbanken. In 1845 werd de structuur van de samenleving grondig hervormd en Franse Joden werden aangesteld als regiohoofd, met als taak zorg te dragen voor onvoorwaardelijke gehoorzaamheid aan de wet, loyaliteit aan Frankrijk en de verplichting het land te verdedigen. In 1865 werden de mogelijkheden voor Joodse en islamitische oorspronkelijke bewoners om het Franse staatsburgerschap te verkrijgen zodanig geliberaliseerd, dat zij het op aanvraag konden verkrijgen. Van deze mogelijkheid werd echter weinig gebruikgemaakt, aangezien het betekende dat men af moest stappen van bepaalde tradities, zodat het werd beschouwd als een vorm van afvalligheid.
In 1870 verleende de militair wankele Regering van Nationale Verdediging onder de décrets Crémieux – genoemd naar minister Alphonse Crémieux – het Franse staatsburgerschap aan alle Joden. Om die reden worden zij soms tot de pied-noirs gerekend. Door het decreet nr. 136 kregen de circa 37.000 Joden, die traditioneel het beschermde maar minderwaardige statuut van dhimmi hadden, plots meer rechten dan de Algerijnse moslims, wier leven werd beheerst door het Wetboek van het Inboorlingschap. Deze beslissing, die leidde tot grote sociale spanningen, werd genomen onder druk van prominente leden van de Franse Joodse gemeenschap, die stelden dat de Noord-Afrikaanse Joden een ontwikkelingsachterstand hadden en die wilden dat de Joden aldaar in de moderniteit zouden komen. Binnen een generatie spraken de meeste Algerijnse Joden beter Frans dan Arabisch of Ladino en omarmden zij veel aspecten van de Franse cultuur. Het antisemitische Vichy-regime schafte de gelijkstelling van de Algerijnse Joden in 1940 weer af, legde hen beroepsverboden op, confisqueerde hun bezittingen en onderdrukte hen op allerlei andere manieren. Tweeduizend Joden werden opgesloten in kampen. De geallieerde bevrijding in november 1942 behoedde hen voor de Holocaust die de Europese Joden trof. Het duurde nog tot oktober 1943 alvorens hun Franse staatsburgerschap werd hersteld.

## Uittocht uit Algerije
Na de Tweede Wereldoorlog en de daarop volgende strijd voor onafhankelijkheid, verlieten de meesten van de 140.000 Algerijnse Joden het land. Zij vertrokken met de pied-noirs naar Frankrijk. De Algerijnse nationale wet van het nieuwe, onafhankelijke, Algerije, die van kracht werd in 1963, verleende het staatsburgerschap uitsluitend aan moslims. Alleen die personen waarvan de vader en grootvader aan vaders kant een persoonlijke moslim-status hadden konden burger worden van het nieuwe land. Alle Joodse en christelijke inwoners werden verdreven, hoewel de Joodse gemeenschap tot de oorspronkelijke bevolking werd gerekend. Het jodendom was immers al veel langer in Algerije aanwezig dan de islam, namelijk al vanaf rond 586 v.Chr..

## Voetnoten
1. ↑  Sheryl Silver Ochayon, The Jews of Algeria, Morocco and Tunisia, Yad Vashem (geraadpleegd 13 augustus 2022)